# Gengszterfilm (film)
A Gengszterfilm 1997-ben készült színes és fekete-fehér, magyar filmszatíra, amit Szomjas György rendezett, Tábori Zoltán Nagyvadak című tényregényéből. A  film a Bene László – Donászi Aladár rablópáros bűntényeit dolgozza fel némi változtatással.
Mucsi Zoltán és Scherer Péter első olyan filmje, amelyben partnerek, és közös jelenetük volt (1996-ban a Bacsó Péter által rendezett Balekok és banditák című filmben is szerepeltek, de közös jelenet nélkül).

## Történet
H. Gábor a rendszerváltás előtt hivatásos katonaként dolgozott, majd rablás miatt börtönbe kerül. Amikor 1989 után kiszabadul továbbfolytatja a bűnözést egyik barátjával Sanyival. A kisebb akciók egyre keményebbé válnak, és már gyilkolni is kezdenek, kiszállni viszont már nem tudnak többé.

## Szereplők
- Mucsi Zoltán – H. Gábor (Donászi Aladár)
- Scherer Péter – Sanyi (Bene László)
- Bacskó Tünde – Juli
- Prókai Annamária – Ági
- Szőke András – Zsdrál Béla
- Dr. Reinhardt István – Zsdrál Miklós
- Tzafetás Roland – Karcsi
- Gévai Réka – Karcsi barátnője
- Mádi Szabó Gábor – Gábor apja
- Szabados Mihály – pénzszállító fiú
- Badár Sándor – nyomozó 1.
- Merza Gábor – nyomozó 2.
- Réthelyi András – Ági fia
- Bikácsy Gergely
- Pintér Tamás
- Péterfy Bori
- Tardy Balázs
- Szatler Renáta
- Salinger Gábor
- Terhes Sándor
- Urbán Tibor
- Bogdán András
- Hidvégi Levente
- Kollárszky Roland
- Stubnya Béla
- Tóth Éva

## Főbb eltérések a könyv és a film között
- A könyvben mindenki a saját nevén szerepel, míg a filmben a Zsdrál testvérek kivételével mindenki más nevet kapott, bár Szőke András karakterének a könyvben Sanyi, míg a filmben Béla a keresztneve (Szőke András több általa írt, vagy rendezett filmben is Béla nevű személyeket játszik (pl.: Roncsfilm, vagy Kiss Vakond), feltehetőleg ez a kedvenc neve).
- A könyvben Donászi (Mucsi Zoltán) barátnőjét Zsuzsinak, míg a filmben Áginak hívják.
- A könyvben Bene (Scherer Péter) háza Seregélyesen, míg a filmben Tordason van.
- A filmmel ellentétben a könyv jobban követi a valós eseményeket, míg a filmben több cselekményt más időpontba helyeznek (pl.: a könyvben (a valóságban) a páros már 1989-ben felhagy a dohánygyárak kifosztásával, míg a filmben ezt csak 1990-ben hagyják abba).
- Donászi apja a filmben még él, a könyvben a cselekményének idején már rég halott.
- A könyvben, ha csak mellékesen is, de foglalkoznak a nyomozók munkájával, köztük azzal is, amikor rájönnek, hogy kik követték el a bűncselekményeket, míg a filmben (leszámítva a Badár Sándor és Merza Gábor által alakított nyomozópáros kb. 2 perces felbukkanását) nem foglalkoznak a rablópáros elleni nyomozással. A filmben árulás útján buknak le.
- A könyvvel ellentétben a filmben több szerepet kapott a Szatíra műfaj.

## Díjak
- 1998: A legjobb férfi alakítás díja Scherer Péternek.

## Bakik
- Az elején az 1979-ben játszódó jelenetnél (kb. 2:45-nél) Mucsi Zoltán 1000 Ft-osokkal fizet, miközben ekkor a legnagyobb címlet még csak 500 Ft-os volt.
- Az 1989-ben játszódó jeleneteknél (kb. 18:45-nél) Mucsi Zoltán 5000 Ft-osokat rak be a pénztárgépbe, miközben az 5000 Ft-ost csak 1991-ben vezették be.
- Kb. 19:30-nál amikor az újságban az általuk elkövetett dohánygyári lopást keresik, akkor az újságon dátumként 1992. június 20. szerepel, miközben az áll a főoldalon, hogy "Szabad választások Magyarországon", tehát ez 1990-ben történet, amit az is igazol, hogy a következő jelenetek egyikében a híradó az 1990 októberében történt Taxisblokádról tudósít, Scherer Péter pedig az újságolvasásos jelenetben említi, hogy a hidegre való tekintettel a következő akcióval tavaszig várnak, miközben az 1990-es választás tavasszal volt, és a szereplők is lenge öltözetben vannak, ami már inkább nyárra utal. (Donászi és Bene a valóságban már 1989 felhagytak a dohányáruk lopásával). Ezeknél a jeleneteknél a szereplők az 1990 augusztusában bevezetett "3 betű, 3 szám" rendszámú gépkocsikkal közlekednek, azok közül is a c-betűvel kezdődőkkel, amik 1992-ben jelentek meg.

## Külső hivatkozások
- Gengszterfilm a PORT.hu-n (magyarul)
- Gengszterfilm az Internet Movie Database-ben (angolul)
- Gengszterfilm a Box Office Mojón (angolul)